# Tipula (Eumicrotipula) absona
Tipula (Eumicrotipula) absona is een tweevleugelige uit de familie langpootmuggen (Tipulidae). De soort komt voor in het Neotropisch gebied.